# M73
M73 е астеризъм в съзвездието Водолей.
Представлява случайно струпване от 4 звезди в малка област от небесната сфера, които не са физически свързани помежду си. Все пак, съществуват и мнения, че това е стар, почти разсеян в околното пространство, зведен куп.